# Body Harvest
Body Harvest es un videojuego realizado para la Nintendo 64 desarrollado por DMA Design (más tarde, cambió su nombre por Rockstar North después del lanzamiento de uno de sus juegos más exitosos, Grand Theft Auto III). Fue concebido para ser lanzado junto al lanzamiento de la consola pero tuvo que ser retrasado debido a problemas con su distribuidor y con la política de Nintendo respecto a juegos de temática adulta teniendo que encontrar un nuevo distribuidor siendo distribuida al final por Gremlin Graphics en octubre de 1998. En Body Harvest, los jugadores asumen el rol de un soldado genéticamente manipulado, Adam Drake, quien debe investigar y eliminar el ataque de una fuerza alienígena que poseen la habilidad de viajar a través del tiempo (nuestro soldado también posee la habilidad de viajar a través del tiempo). Gracias a la habilidad de nuestro soldado, Drake debe luchar en 5 zonas a través de un período de 10 años que cubren desde la era de la Primera Guerra Mundial en Grecia, la era de la Segunda Guerra Mundial en Java, los Estados Unidos en los 60s, Siberia en los 90s y el futuro cercano. El juego está basado en mundos abiertos en los cuales el personaje se puede mover libremente, siendo considerado como el juego predecesor en dicho estilo al laureado Grand Theft Auto III.

## Argumento
La introducción nos cuenta como una fuerza alienígena ha cosechado la población de la tierra durante 100 años. Cada 25 años, ellos aterrizan y encierran zonas enteras dentro de un escudo que les permite que nadie salga a pedir ayuda fuera, pudiendo de esa manera someter la población de un área sin tiempo antes de moverse a otra zona. Después de hacerlo varias veces, pueden crear un cometa para volver a su planeta natal. La primera área encerrada fue Grecia en 1916, la parte sur de España fue la segunda, la parte este de Canadá fue la tercia mientras que una isla del sur de Japón fue la cuarta. En 1941 el objetivo fue la isla de Java. En 1966 fue EE. UU. (se supone que es algún lugar al sur entre Nevada y Arizona) mientras que en 1991 fue Siberia. El jugador tiene que salvar primero las áreas más tempranamente ocupadas para salvar y ayudar el resto de áreas futuras.
Las escenas de la introducción nos muestra la estación Omega, una estación espacial que orbita alrededor de la tierra que tiene los últimos supervivientes. El año es 2016 y los alienígenas han vuelto para destruir los últimos supervivientes de la raza humana. Los alienígenas atacan y abordan la estación Omega, persiguiendo a Adam Drake (único personaje seleccionable del juego), a través de los corredores. Aunque Adam consigue vencer a los primeros invasores, este es gravemente herido. Entonces utiliza la Alpha I (es el vehículo creado en la estación Omega para viajar en el tiempo) para viajar en el tiempo y escapar.
Este juego vendría siendo lo que hoy en día son los juegos estilo "sandbox" como los mismos Grand Theft Auto que pertenecen a la misma compañía. la cual cambiara su nombre a la conocida Rockstar Games.

## Modo de juego
Cada nivel en Body Harvest requiere que el jugador pare la matanza de los alienígenas en la zona del escudo. El jugador tiene que navegar a través del mapa (es de zona abierta), normalmente atravesando ciudades y pueblos donde se encuentran los alienígenas.
La manera de completar un área se basa en completar una serie de misiones. Algunas de ellas son muy básicas como por ejemplo llegar si ya que para esto era muy útil esa tecnología. a una zona pero otras son más difíciles y requieren cierta habilidad con el juego. Una vez completada la misión, se ve en el mapa donde se encuentra la siguiente misión.
También hay un medidor abajo de la pantalla que muestra cuantos civiles han muerto. Si mueren demasiado, entonces los alienígenas destruyen la zona. La mayoría de las veces, los alienígenas se dedican a matar deliberadamente mucha gente, por lo que el jugador debe parar las ordas de alienígenas para progresar en el nivel. Existen misiones secundarias como salvar ciertas personas de los alienígenas. Aunque falle en alguna de estas misiones, el jugador puede seguir progresando en el juego.
El uso de vehículos fue una característica muy elogiado por la crítica. Los vehículos son utilizados para acabar más rápidamente con ellos o para completar misiones. Los vehículos son coches, tanques, botes, aviones, helicópteros e incluso un platillo volador.
El objetivo de cada nivel es destruir el escudo generador que crea la barrera en cada área. Tan pronto como se destruye la barrera, nuestro protagonista se tiene que enfrentar con un jefe final.

## Vehículos de Grecia
- Nico's Supplies (Coche de repartición)
- Grimly Transport (Coche de carga)
- Saloon (Auto clásico)
- SR Shadow (Auto clásico)
- Fire Engine (Camión de bomberos)
- Riley 150 (Motocicleta)
- Bulldog (Militar rescatista)
- Panzerkwagen (Militar)
- MK. 1 Crocodile (Militar)
- Howitzer (Super-militar)
- Cruiser (Barco)
- Lifeboat (Barco)
- Sapworth Camel (Avión)
- Sapworth Trainer (Avión de práctica)
- Adler DR1 (Avión militar)

## Vehículos de Java
- Trekker ATJ (Militar)
- Jadgpanther (Militar)
- Tiger (Militar)
- Bulldog (Militar)
- Zero (Avión de combate)
- B-25 Eagle (Avión de combate)
- P38 Gryphon (Avión de combate)
- Gyrocopter (Helícoptero de combate)
- Swordfish MTB (Barco de torpedos)
- Lifeboat (Barco rescatista)
- Ack Ack (Cañón)
- Howitzer (Militar)
- Kubelwagen (Automovíl blindado)
- Grimly Transport (Militar)

## Vehículos de América
- Rapier Launcher (Militar)
- Huey (Helícoptero de combate)
- RGM Paton (Militar)
- Miller J3P (Militar)
- UFO (Militar extraterrestre)
- Sand Minx (Coche a todoterreno)
- Hi-Boy (Auto deportivo)
- Edzil (Auto familiar)
- Mr. Lolly (Repartidor de nieves)
- School Bus (Autobús de escuela)
- Checker Cab (Taxi)
- Monster Bug (Auto todoterreno)
- Hugh's 500 (Helícoptero de emergencias y militar)
- Tipper (Automovíl de carga)
- S.P.D Patrol (Policía)
- Dusty (Automovíl clásico)

## Vehículos de Siberia
- APC (Militar)
- T341 Fist (Militar)
- MK. 3 Halo (Helícoptero de combate y rescatista)
- Spectre VTOL (Avión de combate)
- Hangman B (Helícoptero rescatista)
- Skorpion RAV (Coche militar)
- Proto RNV (Tanque de guerra submarino)
- Polokov 3850 (Barco de aire)
- SCUD Launcher (Tanque lanzacohetes)
- Gunboat N-64 (Barco militar)
- Locomov (Tren militar)
- Vladacar (Automovíl familiar)
- Dozer (Coche a prueba de destrucciones)
- Harvester (Cosechadora)

## Vehículo especial
- Alpha 1 (tanque espacial, elegible en todos los niveles)

## Curiosidades
- Adam Drake puede tener las armas alien, haciéndolo en el transcurso del juego.

## Personajes
- Adam Drake
- Black Adam (elegible a través de códigos)
- Daisy

## Recibimiento
El juego recibió bastantes notas positivas, recibiendo un 8 de Meristation, un 8.4 de IGN, 88 % de NOM (Reino Unido), 91 % de N64 Magazine, 93 % de N64 Pro y un 7.0 de GameSpot. En general, los análisis alababan la original y mezcla de géneros del juego aunque recibió algunas críticas por sus gráficas y su argumento bastante poco original y clásico.

### Equipo de desarrollo[12]
- Gestor de proyecto : John Whyte
- Director artístico : Stacey Jamieson
- Director de desarrollo : Jim Woods
- Diseño de juegos : John Whyte, Alan Davidson, Richard Ralfe, Lorne Campbell, Stacey Jamieson, Adam Fowler
- Diseño de niveles : Lorne Campbell, Richard Ralfe, Mike Stirling
- Productor ejecutivo : Dave Jones
- Música y efectos sonoros : Stuart Ross, Allan Walker
- Programación del audio : Ciaran Rooney, Raymond Usher
- Artistas : Alan Davidson, Pat McGovern, Ian McQue, Craig Moore, Paul Reeves
- Programación : Frank Arnot, Alan Campbell, Grant Clarke, Adam Fowler, Andy Innes, Doug Smith, Andrew West